# Tuile

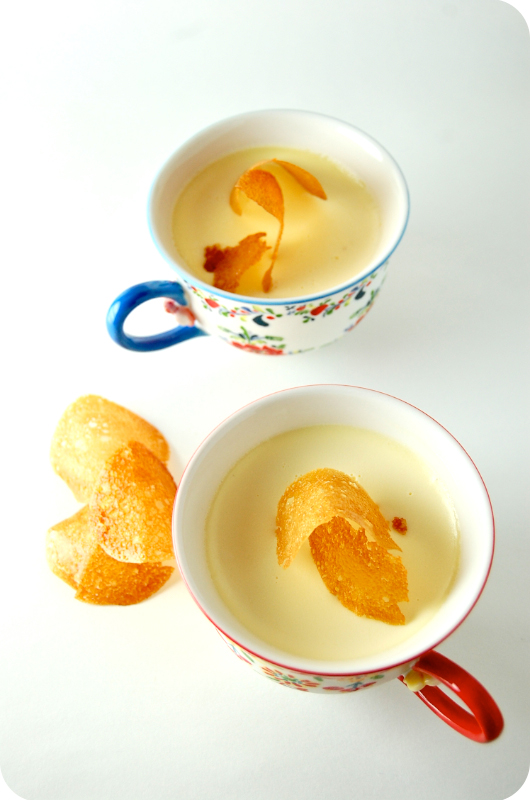
Panna cotta de jengibre con tuiles de miel.

Una tuile es una galleta u oblea fina, crujiente y dulce, o salada, hecha de pasta o queso. Originalmente de Francia, 'tuile' significa 'teja' en francés. Su nombre proviene de la forma de las tejas francesas. Son añadidas como complemento a postres como la panna cotta o utilizados como tazas comestibles para sorbetes o helados.

## Preparación
Las tuiles son galletas finas curvadas como tejas, o baldosas (esa línea de los tejados de las casas de campo francés, particularmente en Provenza). Para obtener una forma curvada, las tuiles se preparan en una superficie curva, como una botella de vino o un rodillo de cocina. En Francia se venden moldes para tuiles. Las tuiles deben ser curvadas mientras están calientes, de otro modo, se agrietan y se rompen. Las tuiles pueden mantenerse planas después de cocinarlos. La tuile tradicional consiste en harina, azúcar, y almendras. Las variantes modernas pueden prepararse con distintos sabores y colores.